# Haemaphysalis calcarata
Haemaphysalis calcarata este o specie de căpușe din genul Haemaphysalis, familia Ixodidae, descrisă de Neumann în anul 1902.
Este endemică în Somalia. Conform Catalogue of Life specia Haemaphysalis calcarata nu are subspecii cunoscute.